# Paesia glandulosa
Paesia glandulosa là một loài thực vật có mạch trong họ Dennstaedtiaceae. Loài này được (Sw.) Kuhn miêu tả khoa học đầu tiên năm 1882.